# Zeitgenössische Kenntnis vom Holocaust
Die zeitgenössische Kenntnis vom Holocaust wurde ab den 1990er Jahren ein besonderes Forschungsthema der Zeitgeschichte. Nach übereinstimmender Einschätzung der neueren Forschung stellt die vielfach vorgebrachte Aussage der Deutschen in der Nachkriegszeit, man habe vom Holocaust nichts gewusst, eine Schutzbehauptung dar. Tatsächlich war der massenhafte Mord an den Juden Europas ein offenes Geheimnis, das man durchaus hätte kennen können. Stattdessen hätten viele aber gezielt weggeschaut.

## Vorkriegszeit (erste Anzeichen der Verfolgung)

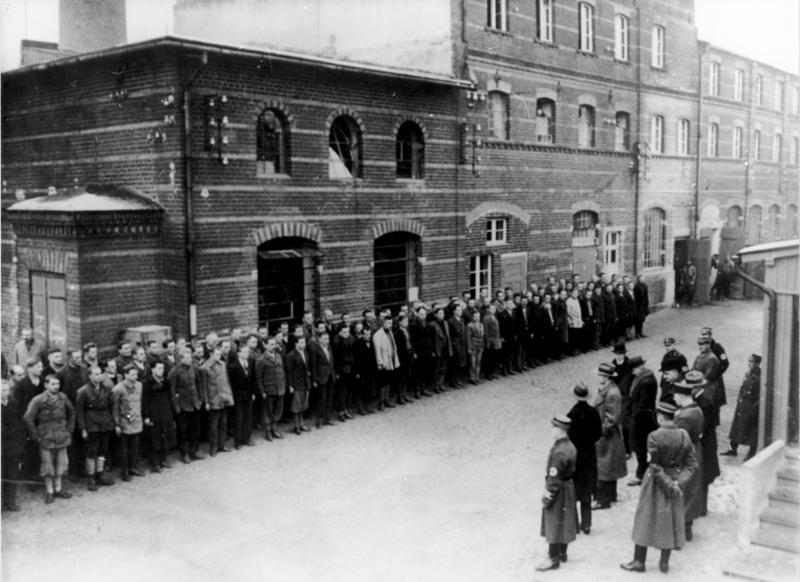
Häftlingsentlassung 1933 im KZ Oranienburg

Das größte Machtinstrument des NS-Regimes war das – sofort nach Machtübergabe 1933 errichtete – Konzentrationslagersystem. Die „wilden“ KZ der SA bestanden nicht lange. An vielen Orten des Deutschen Reichs sah die Bevölkerung, dass es Entlassungen zahlreicher Häftlinge gab.
Die KZ der SS bestanden über Jahre hinweg. Die SS kontrollierte die Häftlingspost. Viele der NS-Lager lagen nahe bei Ortschaften, so dass deren Einwohner gewisse Einblicke in die Abläufe eines KZ bekamen. Die Aufschrift an den Eingangstoren vieler KZ: „Arbeit macht frei“ suggerierte die Möglichkeit von Entlassungen aus einem KZ. In den Anfangsjahren gab es, aus Propaganda- und Beschwichtigungszwecken, im KZ Dachau einen „Tag der offenen Tür“. Das „Vorzeigelager“ sollte als Potemkinsches Dorf einen möglichst positiven Eindruck vermitteln. Einige Reichsdeutsche durften anfangs zeitweise die KZ der SS betreten, etwa als Warenlieferanten. In späteren Jahren waren die KZ streng abgeschirmt.
Bereits in den frühen Anfangsjahren der KZ behandelte die SS jüdische Häftlinge deutlich schlechter als die restlichen KZ-Insassen.
Die Enteignung („Arisierung“) jüdischen Besitzes machte viele Deutsche und später auch Österreicher zu direkten oder indirekten Nutznießern eines Teilschrittes auf dem Weg zum Holocaust. Die Frage, was mit den enteigneten und nun vielfach nicht mehr ausreisefähigen Juden geschehen sollte, drängte sich besonders seit den Novemberpogromen 1938 allgemein auf. Darauf reagierten die NS-Zeitungen mit verstärkter antisemitischer Propaganda, um weitere Schritte wie die Errichtung von Ghettos und Lagern im Osten vorzubereiten.
Kurt Scharf, später Landesbischof von Berlin-Brandenburg, beschrieb die Anfänge der Judenverfolgung:

„In Berlin erlebte man das in großem Ausmaß. Schon 1932 gab es Hakenkreuzschmierereien auf dem Kurfürstendamm, 1938 dann die brennenden Synagogen, das Zertrümmern der jüdischen Geschäfte – die sogenannte Kristallnacht: Das hat ganz Deutschland gewusst. Das haben Goebbels und Streicher im Rundfunk verkündet, und das wurde in den Wochenschauen der Filmtheater gezeigt. (…) Wir haben die Sammellager in der Oranienburger Straße in Berlin erlebt, wo die Juden zusammengetrieben wurden. (…) Die Theorie von der Herrenrasse wurde in jeder Zeitung verbreitet.“

## Kenntnis von Vernichtungsstätten (industrialisierte Vergasung und Einäscherung)
Der Massenmord an Millionen Juden blieb den meisten Reichsdeutschen bis zum Ende des Zweiten Weltkriegs verborgen und war auch für diejenigen, die über Auslandssender oder Erfahrungsberichte von Soldaten davon gehört hatten, meist unvorstellbar. Ereignisse wie die Wannseekonferenz oder der Korherr-Bericht unterlagen als „Geheime Reichssachen“ der höchsten Geheimhaltungsstufe. Ein damaliges Gesamtwissen über Ausmaß und Durchführung des Holocaust nehmen Historiker daher nicht an.

### Opferwissen

#### Berichte von geflohenen Häftlingen
Vereinzelt gelang es Häftlingen, aus Vernichtungslagern zu fliehen und Informationen weiterzuleiten. Im April 1943 gelang Witold Pilecki die Flucht aus Auschwitz-Birkenau; seine Berichte wurden an Widerstandsbewegungen und Regierungen geleitet (Pilecki-Berichte). Rudolf Vrba und Alfréd Wetzler flohen im April 1944 und informierten anschließend über das Vernichtungslager und über die Vorbereitungen zur Ermordung der Juden aus Ungarn (Vrba-Wetzler-Bericht). Auch Jan Karski informierte ab 1942, nachdem er – getarnt als Trawniki-Mann – zum Augenzeugen von industrialisierten Vernichtungsstätten geworden war (im Juli 1943 Treffen mit Roosevelt). In Nachkriegsprozessen wurden einige dieser Berichte zu amtlichen Dokumenten der Alliierten (Auschwitz-Protokolle).

#### Berichte von Holocaustüberlebenden
Holocaustüberlebende berichteten in der Nachkriegszeit, dass die unmittelbar betroffenen Opfer ihr bevorstehendes Schicksal nicht ahnten oder den Gerüchten über industrialisierte Vernichtungsfabriken keinen Glauben schenken wollten:

„Der mit bürokratischer Gründlichkeit geplante, fabrikmäßig betriebene millionenfache Mord – diese nie erlebte Dimension des Verbrechens überforderte die Vorstellungskraft selbst derer, die den Nazis alle nur möglichen Schandtaten zutrauten. Das Undenkbare zu denken, Auschwitz für wirklich zu halten – dagegen sträubte sich ein psychischer Selbstschutzreflex. Das galt auch für die designierten Opfer, vor allem für die Juden Westeuropas. Bis zuletzt hielten sie die Deutschen eines solchen Verbrechens nicht für fähig …“

Konrad Löw schrieb dazu 2007 in der FAZ:

„Das Urteil über den wahren Sachverhalt fällt noch schwerer, wenn man sich vergegenwärtigt, dass selbst zahlreiche jüdische Opfer ganz entschieden ihr Nichtwissen beteuern. Der Auschwitz-Flüchtling Friedemann Bedürftig glaubte zu wissen: Die in Auschwitz Ankommenden hatten samt und sonders nicht nur keine Ahnung, wo sie waren, sondern auch nicht die geringste davon, was ihnen zugedacht war. Sie ließen sich nicht etwa wegen ihrer ‚rassischen Minderwertigkeit‘, wie die Nazis gerne behaupteten, fast widerstandslos zur Schlachtbank führen, sondern weil sie gar nicht wussten, dass sie sich auf die Reise dahin begaben.“

Löw warf Historikern wie Peter Longerich, Saul Friedländer, Ian Kershaw u. a. vor, solche Aussagen jüdischer Quellen in ihren Untersuchungen zum Thema zu übergehen.
In seiner Rede vor dem Bundestag im Januar 2012 berichtete der Holocaustüberlebende Marcel Reich-Ranicki über die bevorstehende „Umsiedlung“ des Warschauer Ghettos, dass die Warschauer Juden im Sommer 1942 nicht wussten, was bevorstand, nämlich die Deportation nach Treblinka:

„Noch am selben Tag, am 22. Juli 1942, sollte der Jüdische Ordnungsdienst, der die Umsiedlungsaktion unter Aufsicht des ‚Judenrates‘ durchführen mußte, 6000 Juden zu einem an einer Bahnlinie gelegenen Platz bringen, dem Umschlagplatz. Von dort fuhren die Züge in Richtung Osten ab. Aber noch wußte niemand, wohin die Transporte gingen, was den ‚Umsiedlern‘ bevorstand.“

Am 19. April 1943 begann der Aufstand im Warschauer Ghetto. Am selben Tag kam es in Belgien zum Überfall auf den 20. Deportationszug nach Auschwitz. Robert Maistriau, einer der Teilnehmer der Aktion, berichtete später darüber:

„Ich war überrascht von der ungeheuren Stille in diesem Moment. Ich ging zum Zug und stand direkt vor einem Waggon. Ich nahm meine Werkzeuge, öffnete die Tür. Mir standen etwa 50 Menschen gegenüber, die alle schwiegen.“

Zum Lüneburger Auschwitzprozess im Jahr 2015, in dem es um die so genannte Ungarn-Aktion vom Sommer 1944 ging, wurden über 60 Nebenkläger zugelassen. Sowohl der Angeklagte Oskar Gröning als auch Nebenkläger berichteten, die Selektionen in Birkenau seien ruhig abgelaufen, da die ankommenden Deportierten „völlig ahnungslos“ gewesen seien. Auch auf Fotos des im Jahr 1980 veröffentlichten Auschwitz-Albums ist zu sehen, wie die ungarischen Deportierten arglos vor einer Gaskammer warteten.

### Deutsches Reich

#### Täterwissen
Für hochrangige NSDAP-Funktionäre und Mitarbeiter der NS-Behörden wurde die Absicht zur Judenvernichtung ab Herbst 1941 fast unverhüllt ausgesprochen. Spätestens seit der Wannseekonferenz im Januar 1942 waren die oberen Ebenen der Ministerien und NS-Behörden in die Planungen zur Deportation von Millionen Juden in Arbeits- und Vernichtungslager eingeweiht. Dass „Endlösung“ Vernichtung bedeutete, war den Konferenzteilnehmern bewusst, wie der Konferenzplaner und Protokollant, „Judenreferent“ Adolf Eichmann 1961 in seinem Prozess in Israel aussagte. In der zweiten seiner „Posener Reden“ sagte Heinrich Himmler zu den versammelten Gau- und Reichsleitern am 6. Oktober 1943:

„Der Satz ‚Die Juden müssen ausgerottet werden‘ mit seinen wenigen Worten, meine Herren, ist leicht ausgesprochen. Für den, der durchführen muss, was er fordert, ist es das Allerhärteste und Schwerste, was es gibt. […] Sie wissen nun Bescheid, und Sie behalten es für sich. Man wird vielleicht in ganz später Zeit sich einmal überlegen können, ob man dem deutschen Volke etwas mehr darüber sagt. Ich glaube, es ist besser, wir – wir insgesamt – haben das für unser Volk getragen, haben die Verantwortung auf uns genommen (die Verantwortung für eine Tat, nicht nur für eine Idee) und nehmen dann das Geheimnis mit in unser Grab.“

Der Judenreferent im Auswärtigen Amt, Franz Rademacher, schrieb der Personalabteilung in seiner Dienstreisenabrechnung: „Art des Dienstgeschäfts: Liquidation von Juden in Belgrad“. Aufgrund derartiger Belege urteilte die Unabhängige Historikerkommission – Auswärtiges Amt 2010, das Auswärtige Amt sei Wegbereiter der „Endlösung“ sowie aktiver Unterstützer der Judendeportation und sogar der Judenvernichtung gewesen: „Die Mitwisser im Amt waren auch Mittäter.“

#### Beobachterwissen
Lokführer von Deportationszügen und andere Bahnbedienstete kamen in unmittelbare Nähe der industrialisierten Vernichtungsstätten.
Das Erfurter Unternehmen Topf und Söhne, ursprünglich Ofenbauer, war an der Konstruktion, Inbetriebnahme und Wartung von Verbrennungsöfen sowie der Entlüftungsanlage von Gaskammern in Birkenau beteiligt. Mehrere namentlich bekannte Mitarbeiter hielten sich tagelang in Auschwitz auf. Dabei sahen sie Baupläne und montierten die Entlüftungsanlage sowie die Krematoriumsöfen.

#### Informationspolitik

##### NS-Presseberichte
Gleichzeitig erzeugte die NS-Informationspolitik mit allgemeinen Andeutungen in Zeitungs- und Wochenschauberichten, die auf organisierte Judenvernichtung schließen ließen, bewusst eine Art Mitwisserschaft der Deutschen. So sprach Adolf Hitler in reichsweit ausgestrahlten Reden offen von der „Vernichtung“ der Juden, die er schon am 30. Januar 1939 für den Fall eines neuen Weltkriegs „prophezeit“ hatte. Darauf kam er bis 1943 öfter – 1942 allein fünfmal – in wortgleicher Formulierung zurück: Von den Juden, die ihn für seine „Prophezeiung“ früher verlacht hätten, würden viele inzwischen nicht mehr lachen; bald, so Hitler, würde keiner mehr von ihnen lachen. Auch die deutsche Presse erwähnte diese Reden oft. Dass Hitler damit die laufende Vernichtung der Juden meinte, verstanden laut Saul Friedländer viele Zuhörer, deren Tagebucheinträge die Reden vermerkten: darunter der Osnabrücker Bischof Hermann Wilhelm Berning, dem der Vollzug von Hitlers Vernichtungsabsicht im Februar 1942 klar war. Joseph Goebbels sprach beispielsweise am 1. Dezember 1941 vor Diplomaten, Wehrmachtsoffizieren, Journalisten, Industriellen und Mitgliedern der Deutschen Akademie davon, dass das „Weltjudentum“ den Weltkrieg begonnen und ausgeweitet habe, nun aber „einen allmählichen Vernichtungsprozeß “ erlebe. Auch Robert Ley, Leiter der Deutschen Arbeitsfront, äußerte in einer im Rundfunk ausgestrahlten Rede im Mai 1942 vor deutschen und niederländischen Arbeitern in Amsterdam: „Der Jude ist die große Gefahr der Menschheit. Und wenn es uns nicht gelingt, ihn auszurotten, dann haben wir den Krieg verloren.“
In einem von dem Gauschulungsleiter Wilhelm Löbsack verfassten Artikel in der NSDAP-Tageszeitung Danziger Vorposten vom 13. Mai 1944 hieß es, das Judentum habe „weitere schwere Einbußen … zu verzeichnen,“ es seien „Kerngebiete jüdischer Zusammenballung“ in Polen und nun Ungarn „neutralisiert“ und „fünf Millionen Juden ausgeschaltet“ worden.

##### Mündliche Berichte
Seit der auf den Überfall auf Polen folgenden ersten Urlaubswelle für Wehrmachtssoldaten im Winter 1939/40 sickerten immer mehr Einzelheiten über die Vorgänge in den von der Wehrmacht besetzten Gebieten durch. An Massenerschießungen beteiligte Deutsche berichteten ihren Verwandten in Briefen oder beim Heimaturlaub davon. In Verbindung mit den Pressemeldungen ergab die „Flüsterpropaganda“ dann allmählich immer genauere Vorstellungen davon, was mit Juden „im Osten“ geschah. Die im Oktober 1941 begonnenen Deportationen aus den deutschen Großstädten vollzogen sich öffentlich auf Versammlungsplätzen und Bahnhöfen und waren vielfach von großen Mengen Schaulustiger begleitet. Auch die Einrichtung von Ghettos und großen Lagern wurde in Deutschland öffentlich bekannt gegeben. Ihr Zweck wurde jedoch für die meisten Deutschen mit der typischen NS-Tarnsprache bemäntelt und verschleiert. Die Transporte dorthin wurden als „Umsiedelung“ oder „Evakuierung“ ausgegeben und waren von einer intensiven Hetzpropaganda begleitet. Deutsche Juden wurden dabei als „Volksfeinde“, Verbrecher oder Verbündete der Kriegsgegner beschrieben, die entsprechend keine „Vorzugsbehandlung“ verdient hätten. Dass mit Begriffen wie „Umsiedlung“ Massenexekutionen gemeint waren, war etwa in der westfälischen Stadt Minden vielen Einwohnern seit Ende 1941 bekannt. So schrieb Ruth Andreas-Friedrich am 2. Dezember 1942 in ihr Tagebuch:

„In Scharen tauchen die Juden unter. Furchtbare Gerüchte gehen um über das Schicksal der Evakuierten. Von Massenerschießungen und Hungertod, von Folterungen und Vergasungen.“

Der Informationsfluss über das Morden der Einsatzgruppen und die Verbrechen der Wehrmacht nahm 1942 ein solches Ausmaß an, dass die Staatsführung mit den Mitteln des politischen Strafrechts dagegen vorging. Dabei stützte sie sich auf das Heimtückegesetz von 1934 und die Kriegssonderstrafrechtsverordnung von 1938. Auch eine Weitergabe von zutreffenden Informationen wurde als „heimtückische Verbreitung von Greuellügen“ mit Gefängnis oder „Schutzhaft“ bedroht. Viele Verfahren wurden aber auch nicht eingeleitet, um das Geheimnis zu wahren, mit dem das NS-Regime das massenhafte Töten im Osten umgab. Ein Staatsanwalt beim Sondergericht Stuttgart stellte zum Beispiel ein Verfahren gegen einen Bürger mit Kenntnissen über Massaker in Polen mit der Begründung ein: „Das über die Behandlung der Juden Gesagte dürfte zur öffentlichen Erörterung ungeeignet sein.“ Noch im März 1945 wurden Soldaten, die Berichte über den Holocaust weitererzählt hatten, hingerichtet.
Der katholische Priester Albert Riesterer (1898–1996), der ab Herbst 1941 als politischer Häftling im KZ Dachau inhaftiert war, schreibt in seinen Erinnerungen, ein polnischer Priester habe ihm von den Gaskammern und Krematorien der Konzentrationslager Auschwitz und von der Ermordung der Neuankömmlinge dort berichtet.

##### Stimmungsberichte
Seit der Niederlage in der Schlacht von Stalingrad Anfang 1943 und den alliierten Luftangriffen auf deutsche Städte trat die offene antisemitische Propaganda etwas zurück, da diese nun vermehrt auf Unverständnis und Unmut in Teilen der Bevölkerung stieß, was die Gestapo registrierte. Besonders der Versuch, das Massaker von Katyn als Vernichtungsabsicht der Sowjetunion gegenüber allen Deutschen auszugeben, scheiterte: Den Meldungen aus dem Reich zufolge, in denen der Sicherheitsdienst der SS (SD) die Überwachungs- und Stimmungsberichte zusammenfasste, bezeichnete „ein großer Teil der Bevölkerung“ die Aufregung um Katyn als „heuchlerisch, weil deutscherseits in viel größerem Umfang Polen und Juden beseitigt worden“ seien. Die Tatsache, dass das Massaker von Katyn vom sowjetischen NKWD verübt wurde und dass es sich bei den 4400 Opfern größtenteils um polnische Offiziere handelte, wurde erst in den 1950er-Jahren bekannt.

#### Informationsstand durch ausländische Medien

##### „Feindsender“
Ab Juli 1942 sendete die BBC, regelmäßig auch in deutscher Sprache, Details zur Judenvernichtung. Eine frühe Reportage nannte erste Zahlen, noch ohne daraus auf eine Ausrottungsabsicht zu schließen: 

„Eine internationale Kommission gibt folgende Ziffern. In Deutschland sind von den etwa 200.000 Juden, die es 1939 dort gab, mindestens 160.000 verschleppt worden oder zugrunde gegangen. In Österreich leben von 75.000 Juden höchstens noch 15.000, in Böhmen und Mähren, wo es auch 80.000 Juden gab, gibt es nunmehr an die 10.000.“

Thomas Mann erwähnte den Judenmord in seinen BBC-Reden vielfach, so schon im November 1941, zusammen mit den Tötungsverbrechen an Geisteskranken, Serben und Polen. In der Sendung vom Januar 1942 wird zum ersten Mal Giftgas erwähnt, im September 1942 spricht Mann dann von Massentötungen durch Giftgas und vom „maniakalischen Entschluß zur völligen Austilgung der europäischen Judenschaft“.
Das Abhören von „Feindsendern“ galt als Rundfunkverbrechen, war im Deutschen Reich streng verboten und wurde mit der Todesstrafe geahndet. Beispielsweise verurteilte der Volksgerichtshof im September 1942 den Jugendlichen Walter Klingenbeck zum Tod durch die Guillotine.
Dennoch war das Abhören ausländischer Sender weit verbreitet. Meist bezog sich das Interesse der Hörer, vor allem nach 1943, auf die Frontverläufe. Da solche Meldungen oft mit „Propaganda“ (als Propaganda angesehen?) gegen die deutsche Kriegführung vermischt waren, war ihre Glaubwürdigkeit für die Deutschen und die Österreicher nicht immer erkennbar.

##### Flugblätter
Unter den millionenfach über deutschem Gebiet abgeworfenen Flugblättern der Alliierten war ein Text der Weißen Rose, der von dem Mord an 300.000 polnischen Juden berichtet, dem fürchterlichsten Verbrechen, dem sich kein ähnliches in der ganzen Menschheitsgeschichte an die Seite stellen kann.

##### Andere
Der englische Daily Telegraph veröffentlichte erstmals am 25. Juni 1942 eine Opferzahl in Kulmhof (Chelmno) durch Gas (Kohlenmonoxid) von rd. 40.000 für Dezember 1941 bis März 1942 bei einer Mordrate von 1000 pro Tag.

### Besetzte Gebiete, Kollaborateure, ausländische Hilfskräfte
Die NS-Verbrechen wären ohne das Machtinstrument Konzentrationslager sowie ohne ein großes Heer von deutschen und nichtdeutschen Helfern undurchführbar gewesen. Das NS-Regime konnte vielfach auf Kollaborateure zurückgreifen, die etwa im Baltikum von sich aus aktiv wurden, um Juden aufzuspüren, auszuliefern oder selbst zu ermorden. In Ungarn bewirkte das Horthy-Regime im Frühjahr 1944 gemeinsam mit dem Eichmann-Kommando die Ghettoisierung, Entrechtung und Ausplünderung und die Deportation von über 400.000 ungarischen Juden, im Herbst 1944 war es dann das Pfeilkreuzlerregime, das die verbliebenen über 100.000 Budapester Juden terrorisierte.
Im Zwangsarbeitslager Trawniki, das später dem Vernichtungslager Majdanek unterstellt wurde, bildete die SS ausländische Helfer aus. Häufig wurden diese als „Trawniki-Männer“ bezeichnet. Es waren größtenteils Ukrainer, aber auch Letten, Esten, Litauer und Polen.

### Alliierte

#### Informationsstand der ausländischen Regierungen
Der britische Auslandsgeheimdienst Secret Intelligence Service entschlüsselte die Kodierung von Funkmeldungen der deutschen Polizei – nicht von SS und SD – im September 1939. Im Folgejahr entschlüsselten britische und französische Abhörspezialisten fast alle aufgefangenen Funksprüche der deutschen Polizeibataillone in den besetzten Gebieten Polens, auch nachdem deren Code geändert worden war. Dadurch erfuhren sie frühzeitig von Zwangsumsiedelungen und Exekutionen im Generalgouvernement.
Im August 1941 änderten die Deutschen den Code der Polizeimeldungen in den besetzten sowjetischen Gebieten erneut. Dennoch konnten die Briten bis dahin etwa die Hälfte, danach ein Viertel aller polizeilichen Funksprüche auffangen und entschlüsseln. Sie erkannten, dass Tarnbegriffe wie „Sonderaufgabe“ Massenmord bedeuteten. So erfuhren sie von tausenden Massenhinrichtungen durch die Ordnungspolizei und die Waffen-SS hinter der Ostfront, die an die höheren SS- und Polizeiführer gemeldet werden mussten.
Premierminister Winston Churchill erhielt täglich Kurzberichte von dechiffrierten deutschen Polizeimeldungen und wöchentliche Zusammenfassungen daraus. In seiner Rundfunkrede vom 24. August 1941 gab er erstmals Teile dieses Wissens bekannt:

„Der Angreifer ist überrascht, verblüfft und schockiert. Zum ersten Mal macht er die Erfahrung, dass sich Massenmord nicht lohnt. Er rächt sich mit den schrecklichsten Gewalttaten. Wo seine Armeen vorrücken, wird die Bevölkerung ganzer Gebiete ausgelöscht. Hunderttausende – wirklich Hunderttausende – von Exekutionen werden durchgeführt; deutsche Polizeitruppen ermorden kaltblütig russische Patrioten, die ihr Vaterland verteidigen. […] Wir werden Zeugen eines namenlosen Verbrechens.“

Er nannte nur eine Tätergruppe, nicht aber die Juden als Hauptopfergruppe und deutete die Morde als Racheaktionen auf sowjetische Kriegserfolge im Rahmen von Kampfhandlungen.
Durch den deutschen Doppelagenten Paul Thümmel, der auch für den tschechoslowakischen Nachrichtendienst arbeitete, erfuhren die Briten Ende Juli 1941 von Massenerschießungen an männlichen Juden in der Ukraine durch Wehrmachtssoldaten. Seit dem 28. August 1941 enthielten auch die Geheimdienstberichte an Churchill eindeutige Hinweise auf Juden als Opfer und Zahlen der Ermordeten mit steigender Häufigkeit und Tendenz. Am 12. September folgerte der zusammenfassende Bericht an ihn:

„[…] die Zahlen bieten […] aufschlußreiche Hinweise auf eine Politik der grausamen Einschüchterung, wenn nicht der völligen Vernichtung.“

Am gleichen Tag teilte der britische Secret Intelligence Service mit, er werde kein Material über die Mordaktionen mehr gesondert in seinen Berichten an Churchill erwähnen, es sei denn auf ausdrücklichen Wunsch: „Mittlerweile dürfte hinlänglich bekannt sein, dass die Polizei [in der Sowjetunion] jeden Juden tötet, der ihr in die Hände fällt.“ Nur einen Tag später, am 13. September, verbot Kurt Daluege den Höheren SS- und Polizeiführern, Exekutionszahlen zu funken. Beides reagierte vermutlich auf Churchills Augustrede. Die Briten waren in Sorge, ihre Nachrichtenquelle zu verlieren, wenn die Deutschen ihre Funkverschlüsselungsmethoden überprüften. Zudem waren die Briten nun vorwiegend an Informationen über den Kriegsverlauf interessiert. Dennoch erfuhren sie weiterhin von nun als „Aktion nach Kriegsgebrauch“ getarnten Exekutionen und von der Zusammenarbeit zwischen SS, Polizei und Wehrmachtsteilen dabei.
Ein Geheimbericht des Informationsministeriums vom 22. Januar 1942 stellte anhand regelmäßig ausgewerteter Pressemeldungen und zensierter Privatpost aus ganz Europa klar:

„Die Deutschen verfolgen eindeutig eine Politik zur Ausrottung der Juden.“

Nun wurde der begonnene Holocaust den Alliierten in immer mehr Details bekannt. Dieses allmählich aus vielen Einzelteilen zusammengesetzte Wissen wurde in den Regierungen anfangs kaum ernst genommen und dann nur zögernd der Öffentlichkeit weitergegeben.
Vom Frühjahr bis zum Herbst 1942 verdichteten sich die Informationen der amerikanischen und britischen Regierung über den Holocaust an den polnischen und vielen aus Westeuropa deportierten Juden, die Aktion Reinhardt, die im März 1942 mit der „Liquidierung“ der ersten polnischen Ghettos begonnen hatte. Zu nennen sind hier vor allem der Grojanowski-Report, das Riegner-Telegramm und der Bericht des polnischen Untergrundkämpfers Jan Karski. Im November 1942, nachdem Karskis Bericht über regelrechte Vernichtungslager die vorherigen Meldungen zu bestätigen schien, wuchs der Druck auf die alliierten Regierungen zu einer öffentlichen Verurteilung der Mordaktionen, was zur interalliierten Erklärung zur Vernichtung der Juden vom Dezember 1942 führte. Konkrete Schritte, die deutsche Öffentlichkeit wachzurütteln oder durch andere Maßnahmen wie die Einschaltung der neutralen Staaten Druck auf die Nationalsozialisten auszuüben, unterblieben jedoch weitgehend. Einzig die BBC unternahm (unter Leitung der Political Warfare Executive) eine Informationskampagne, die zu einer Verbreitung des Wissens über den Holocaust auch unter der deutschen Bevölkerung führte.

#### Informationsstand der ausländischen Bevölkerung
Im November 1941 berichtete Richard Lichtheim, Vertreter der Jewish Agency for Palestine in Genf, an Chaim Weizmann, den Präsidenten der Jewish Agency: Ganze Züge mit deutschen, österreichischen und böhmisch-mährischen Juden gingen nach Litzmannstadt (polnisch: Łódź) und von da aus an unbekannte Orte weiter östlich, vermutlich bis nach Minsk. Er drängte Weizmann, dies weltweit bekannt zu machen. Auf Drängen von Gerhart Riegner, einem 1933 in die Schweiz geflohenen deutschjüdischen Rechtsanwalt, sandte der Jüdische Weltkongress im Februar 1942 einen Bericht an das britische Außenministerium, der die Judenverfolgung in NS-Deutschland von Februar 1933 bis November 1941 auf 160 Seiten präzise dokumentierte.
Während des Krieges in den USA vorgenommene Umfragen zeigen, dass der Holocaust selbst für die von freien Medien informierte US-Bevölkerung bis Ende 1944 vielfach nicht geglaubt wurde: Das Ausmaß des Holocaust erleichterte seine Tarnung …
Das Vernichtungslager Maidanek in Ostpolen war im Juli 1944 das erste NS-Lager, das die Alliierten einnahmen. Wenige Tage nach der Eroberung durch die Rote Armee besuchte der britische Journalist Alexander Werth, Korrespondent für die London Sunday Times und die BBC, das Lager. Er verfasste einen Bericht für die BBC und beschrieb das Lager als Todeslager, in dem Menschen vergast wurden. Die BBC weigerte sich jedoch, den Bericht zu senden, weil sie eine sowjetische Propaganda-Lüge vermutete. Erst nach der Befreiung von Buchenwald, Dachau und anderen Lagern an der Westfront im April 1945 wurden Werths Berichte als zutreffend akzeptiert.

## Kenntnis von Massenerschießungen

### Informationsstand der Bevölkerung im Deutschen Reich
Mitteilungen über die Massenmorde hinter der Ostfront waren den Beteiligten strengstens untersagt. Es gab Tatzeugen aus den dort stationierten Militärverbänden. Einige an der Ostfront stationierte Soldaten machten mit privaten Fotoapparaten Aufnahmen von Misshandlungen und Hinrichtungen einzelner Juden, die in manchen privaten Fotoalben auftauchten.
1943 schrieb Graf von Moltke, der durch die Judenverfolgung zum Widerstand gegen den Nationalsozialismus gebracht wurde:

„Mindestens neun Zehntel der Bevölkerung weiß nicht, dass wir Hunderttausende von Juden umgebracht haben … Sie haben immer noch die Vorstellung, dass die Juden nur ausgegrenzt worden sind und nun im Osten in ähnlicher Weise wie vorher in Deutschland weiterlebten.“

In den letzten beiden Kriegsjahren gaben NS-Zeitschriften für die Partei- und Regimemitglieder deutlicher Details bekannt. Die bisherige Geheimhaltungspolitik seitens der Wehrmacht wurde gelockert, und es kam 1943 zu einem regelrechten „Hinrichtungstourismus“ (Ernst Klee) von Täterangehörigen, die bei einer Massenerschießung zuschauen wollten. Die Vernichtungslager waren jedoch weiterhin abgeschirmt.
Landesbischof Theophil Wurm schrieb am 21. September 1944 an einen Pastor der Deutschen Christen: Jedermann weiß oder kann wissen, wie das Dritte Reich mit den Juden verfahren ist, besonders seit der Nacht vom 9. zum 10. November 1938 und im Kriege bis zur völligen Vernichtung draußen in Polen und Russland. Auch dürfte das nicht unbekannt sein, daß in den besetzten Gebieten über die Wiedereinführung des in barbarischen Zeiten üblichen Geiselsystems an völlig unschuldigen Personen schweres Unrecht verübt worden ist. Dann erinnere ich an den systematischen Mord der Geisteskranken und an das ganze System der Gestapo und der Konzentrationslager, an die Tatsache, daß es eine unabhängige Rechtsprechung nicht mehr gibt … Ich frage nur: Kann ein Christ Segen erhoffen für ein Volk, das dies alles hat geschehen lassen …?
Franz Josef Strauß schrieb in seinen Lebenserinnerungen, er sei als Wehrmachtssoldat mehrfach Zeuge von Massenerschießungen von Juden im Osten gewesen.
Das seit 1938 geführte Tagebuch des Celler Ingenieurs Karl Dürkefälden zeigt, dass man sich damals als Privatperson Informationen über den Judenmord verschaffen konnte. Er war oppositionell eingestellt und schrieb persönliche Eindrücke auf, befragte gezielt Kollegen, Bekannte und Verwandte; er misstraute den offiziellen Nachrichten und ging Risiken ein, indem er Feindsender abhörte. Im Februar 1942 hörte Dürkefelden auf einer Bahnfahrt einen deutschen Soldaten von Massenvernichtungen im Osten reden. Kurz darauf las er in der Niedersächsischen Tageszeitung, dass Hitler die Ausrottung der Juden angekündigt habe. Diese beiden Bruchstücke führten ihn zu dem eigenen Schluss: Die Juden werden systematisch vernichtet. Im Juni 1942 bestätigten persönliche Berichte seines Schwagers und seines Arbeitgebers von Massenexekutionen bei Kiew und Białystok ihn darin. Weitere Berichte von Soldaten auf Heimaturlaub kamen im Sommer dazu. Im Herbst 1942 hörte Dürkefälden eine deutschsprachige BBC-Sendung mit Zahlenangaben über Massenmorde an Juden. So drängte sich ihm in diesem Jahr die Erkenntnis, dass die Deportationen der Juden auf deren Vernichtung zielten, unabweisbar auf, ohne dass er selbst je an der Front oder in der Nähe von NS-Lagern war. Von einem in Wilna stationierten Soldaten, der zuvor Angestellter seines Unternehmens gewesen war, erfuhr er zudem im Januar 1943, dass „die Juden aus Frankreich und anderen besetzten Ländern nach Polen geholt und dort teils erschossen, teils vergast“ würden. Daraus kombinierte er ein relativ genaues Bild von der Dimension des Judenmordes, auch ohne etwas über die Todesfabriken selbst zu erfahren.
Durch die Auswertung von abgehörten Gesprächen unter Häftlingen der Alliierten weiß man seit 2011, dass der Holocaust in all seinen Formen unter den meisten Wehrmachtssoldaten bekannt war. Beobachter erzählten ihren Kameraden in allen Details von Massenerschießungen, von den Problemen der Schützen mit „Überanstrengung“ beim Morden, besonders von Kleinkindern, von Gaswagen, von Leichenverbrennungen bei der Aktion 1005. Vielfach wurden Soldaten wie auch Anwohner von SS-Offizieren zum Zuschauen eingeladen, so dass es zu einem „Exekutionstourismus“ kam.

### Informationsstand der ausländischen Bevölkerung
Seit Oktober 1941 erfuhren britische Zeitungsleser von einzelnen deutschen Massenmorden an Juden Osteuropas, etwa von 45.000 deportierten Juden von Schitomir, Pogromen an Tausenden Juden in der Ukraine sowie etwa 6.000 ermordeten Juden von Czyżew in Ostpolen. Diese Berichte gelangten vor allem über die Jewish Telegraphic Agency (JTA), die polnische Exilregierung und einzelne osteuropäische Korrespondenten in die britische Öffentlichkeit.
Die Londoner Zeitung The Jewish Chronicle berichtete am 24. Oktober 1941 auf ihrer Titelseite unter der Schlagzeile Ghastly Pogroms in Ukraine („Grauenhafte Pogrome in der Ukraine“) über das Massaker von Kamenez-Podolsk, bei dem erstmals zehntausende Juden deportiert und dann erschossen worden waren. Der Bericht bezog sich dazu auf Aussagen ungarischer Offiziere über die Ermordung von 15.000 Juden, die zuvor aus Ungarn nach Galizien deportiert worden seien. Die Redaktion kommentierte den Bericht nicht, möglicherweise weil die Meldungen unbestätigt waren.
Am 26. Oktober 1941 berichtete die New York Times über ein Massaker „deutscher Soldaten“ und „ukrainischer Banditen“ an galizischen Juden und jüdischen Deportierten aus Ungarn mit 8.000 bis 15.000 Opfern. In Briefen aus Galizien an Empfänger in Ungarn sei von diesem Verbrechen berichtet worden, ebenso durch ungarische Offiziere, die Augenzeugen gewesen seien. Der Bericht nannte die Region Kamenez-Podolsk als Tatort sowie den 27. und 28. August als Tatzeit.
Hannah Arendt, vom nationalsozialistischen Regime 1937 ausgebürgert, publizierte seit 1943 vor allem über den Holocaust. Sie schrieb Ende 1944 in ihrem amerikanischen Exil den Artikel Organisierte Schuld:

„Während die Verbrechen, die seit Beginn des Regimes in den Konzentrationslagern zur täglichen Routine gehören, früher ein eifersüchtig gehütetes Monopol der SS und der Gestapo waren, werden zu den Massenmorden heute beliebige Wehrmachtangehörige abkommandiert. Die Berichte über diese Verbrechen, welche am Anfang möglichst geheim gehalten wurden […], wurden erst auf dem Weg der von den Nazis selbst inszenierten Flüsterpropaganda verbreitet, und sie werden heute von ihnen völlig offen als Liquidationsmaßnahmen zugestanden, um diejenigen ‚Volksgenossen‘, welche man aus organisatorischen Gründen nicht hat in die ‚Volksgemeinschaft‘ des Verbrechens aufnehmen können, wenigstens in die Rolle der Mitwisser und Komplizen zu drängen.“

## Nachkriegszeit

### Konfrontation der Bevölkerung durch Alliierte

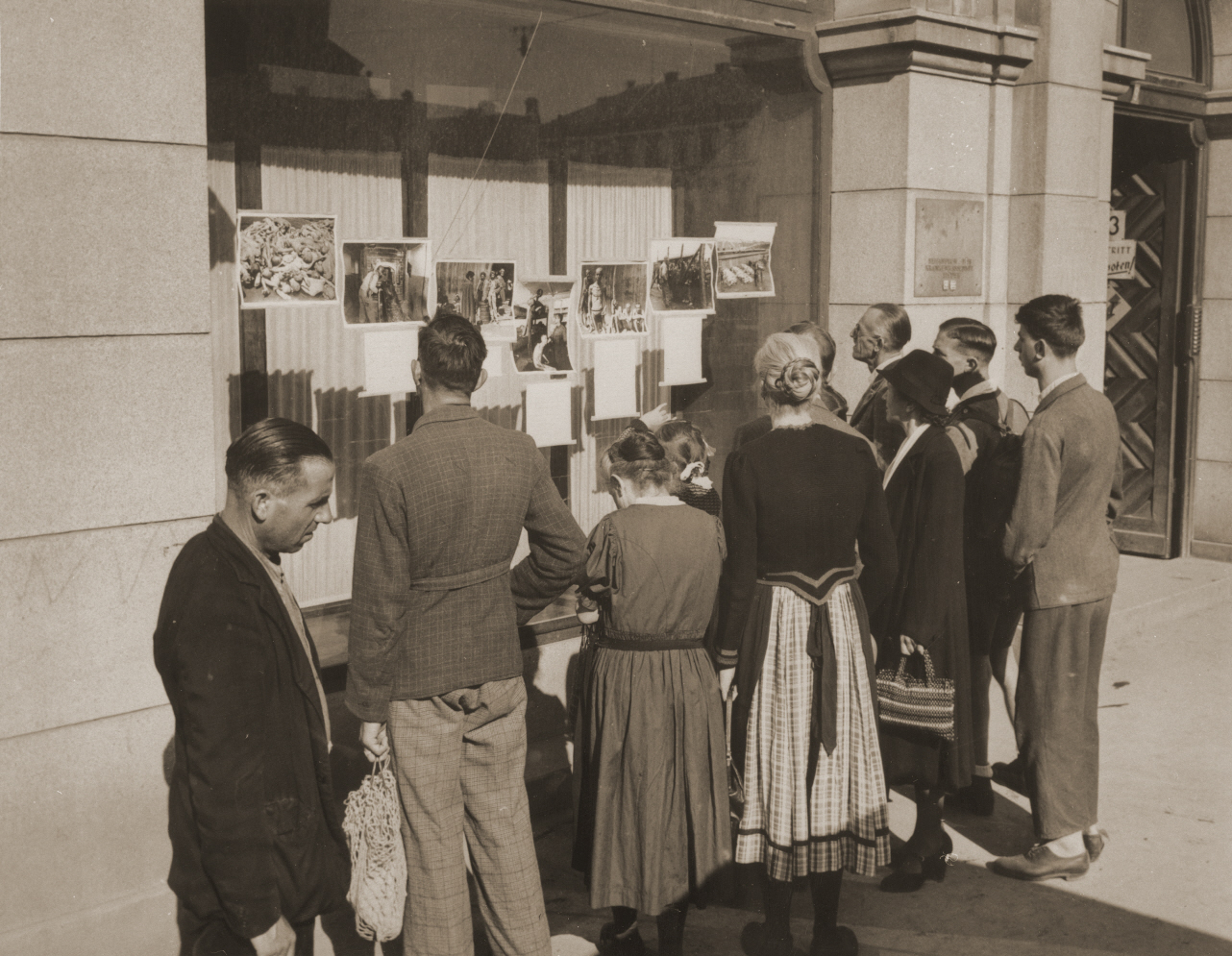
Passanten vor einem Schaufenster, in dem das US-Militär Fotos aus Konzentrationslagern aushängte (Linz, Mai 1945)

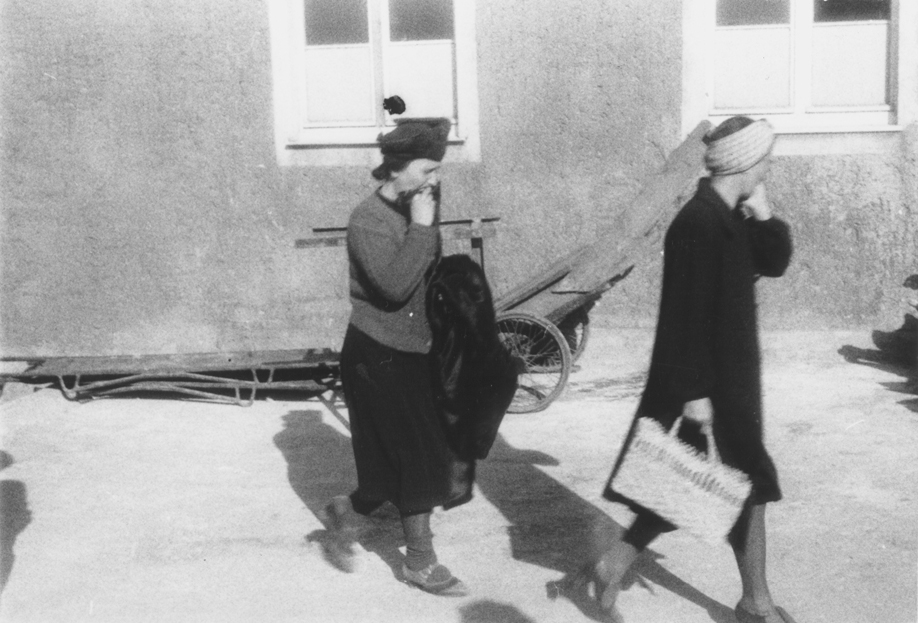
Weimarer Bürger auf einem erzwungenen Besuch des Konzentrationslagers Buchenwald, 16. April 1945

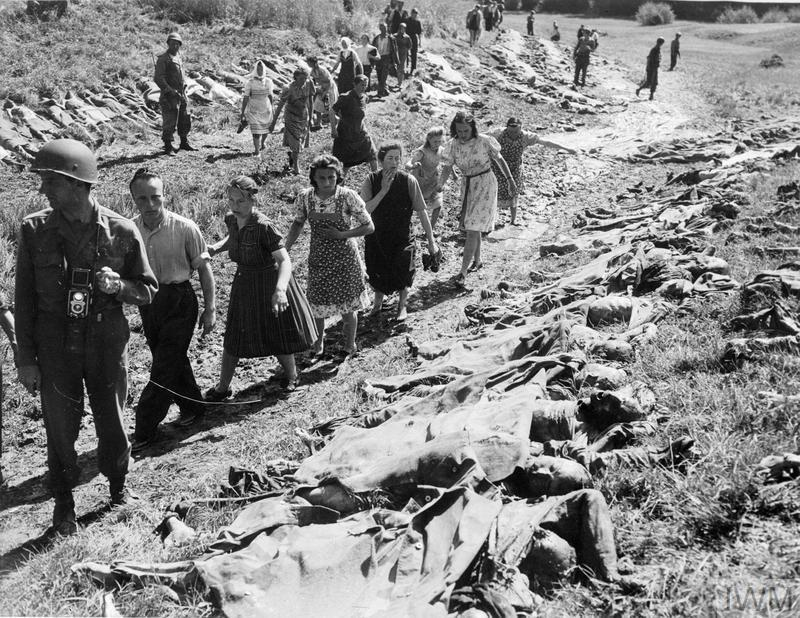
Zivilisten gehen an den Toten eines Evakuierungstransportes vorbei (Nammering, April 1945)

Nach Kriegsende konfrontierten die Alliierten die Bevölkerung des Deutschen Reichs mit den Taten der Diktatur, d. h. mit den Folgen der Zustimmung zum NS-Regime.
Der US-Kommandant von Weimar, Besatzungsvertreter der USA, brachte beispielsweise Einwohner Weimars dazu, das befreite KZ Buchenwald am 16. April 1945 zu besuchen, um Lebensmittelkarten zu erhalten. Die Kriegsberichterstatterin Margaret Bourke-White schrieb, bei den Besuchen seien Frauen in Ohnmacht gefallen und Männer drehten ihr Gesicht weg. Es sei zu Streitigkeiten mit ehemaligen KZ-Häftlingen gekommen, die den Bewohnern Weimars vorwarfen, die Zustände im KZ gekannt zu haben: Ihr habt es gewußt. (…) Wir haben neben euch in den Fabriken gearbeitet. Wir haben es euch gesagt und dabei unser Leben riskiert. Aber ihr habt nichts getan.
Ähnlich wurde die Bevölkerung in der Umgebung von Dachau und München konfrontiert. Die NS-Propaganda hatte das KZ Dachau und auch das Lager Theresienstadt als „Vorzeigelager“ präsentiert (siehe auch: KZ Dachau in der nationalsozialistischen Presse) und hatte harmlos wirkende Fotos veröffentlicht, die Häftlinge beispielsweise beim Eisstockschießen zeigten. Die Bevölkerung bekam nun Zutritt zum KZ-Lagerbereich und wurde von US-Truppen aufgefordert, sich z. B. die Leichen des Todeszuges aus Buchenwald anzusehen bzw. an den exhumierten Leichen vorbeizugehen.
Der Bevölkerung wurden so genannte Atrocity-Filme („Gräueltat“-Filme) über Buchenwald, Bergen-Belsen und Dachau vorgeführt. Volker Ullrich beschrieb die Reaktionen der Zuseher: Die meisten reagierten mit einer erschreckenden Gefühlsstarre.
Als Propaganda verbreiteten die sowjetischen Alliierten eine überhöhte Zahl von Todesopfern. Etwa bis Anfang der 1990er-Jahre war an der Gedenkstätte Auschwitz zu lesen, es seien vier Millionen Menschen in Auschwitz ermordet worden. Michail Gorbatschow brachte die Sowjetunion durch Glasnost (Transparenz) und Perestroika (Umstrukturierung) zu einer Wende. Nach dem Ende des Ostblocks und dem Zerfall der Sowjetunion wurde die überhöhte Zahl der Todesopfer auf den aktuellen Stand der Geschichtsforschung von 1,1 bis 1,5 Millionen Todesopfern in Auschwitz korrigiert. Die überhöhte Zahl der sowjetischen Propaganda hatte Holocaustleugnern als Anlass gedient, die gesamte NS-Vernichtungsmaschinerie anzuzweifeln.
Nach Gründung der Bundesrepublik Deutschland 1949 bestritten Politiker wie Theodor Heuss, Richard von Weizsäcker oder Helmut Schmidt, vom Holocaust Kenntnis gehabt zu haben. Schmidt äußerte, er habe weder von der „Reichskristallnacht“ etwas mitbekommen noch je einen Judenstern gesehen. In einem Interview der FAZ vom April 2005 antwortete er auf die Frage, wann er zum ersten Mal eine Idee davon gehabt habe, dass die Nationalsozialisten Verbrecher seien: „Nach dem Krieg […] Ich habe von dem Genozid an den Juden nichts gewusst, wie viele Menschen damals.“ Auf die Rückfrage, man habe doch gewusst, dass es Konzentrationslager gab, bezog sich Schmidt auf die industrialisierten Tötungsstätten: „Ich habe davon nichts gewusst, mein Vater auch nicht.“ Auf den Hinweis auf die bei Hamburg gelegenen Konzentrationslager Neuengamme und Bergen-Belsen sagte Schmidt: „Mein Vater und auch meine Schwiegereltern, die Juden versteckten – nicht auf Dauer, nur für eine Nacht auf dem Boden und eine Nacht im Keller, und ein paar Tage später kam jemand anders für eine Nacht –, wir haben davon nichts gewusst.“

### Konfrontation durch NS-Prozesse
Albert Speer beteuerte im Nürnberger Prozess gegen die Hauptkriegsverbrecher wie andere angeklagte NS-Täter ein Nichtwissen vom Holocaust. Er versuchte, dies bis an sein Lebensende glaubhaft zu machen. Durch neue Dokumentenfunde wurde er nachträglich belastet: Er trieb selbst die Enteignung von Juden voran, profitierte persönlich davon und genehmigte Lieferungen von Baumaterial für das KZ Auschwitz-Birkenau. Er hatte stets bestritten, bei Himmlers Posener Reden anwesend gewesen zu sein, obwohl Himmler ihn laut redigiertem Redemanuskript einmal direkt ansprach. Da Speer in engem Kontakt mit Hörern der Rede stand, die ihn danach aufsuchten, gilt es als „schlicht unmöglich“, dass er nichts davon erfahren hat.

## Historische Forschung

### Neuere Forschung
Jahrzehntelang war die Forschung zur Kenntnis der Deutschen von den NS-Verbrechen durch systematische Aktenvernichtung des NS-Regimes, fortwirkende psychologische Abwehrmechanismen, den wachsenden Zeitabstand und die Abnahme authentischer Zeugen erschwert. Ihre Eigenwahrnehmung betrachten Historiker zudem meist nicht als mit schriftlichen und sonstigen Dokumenten gleichrangige Quelle.
Bei Befragungen der Alliierten ab 1945 hatten viele Deutsche stereotyp geantwortet, sie hätten von den NS-Massenmorden nichts gewusst. Das galt damaligen Beobachtern als Schutzbehauptung, die eine befürchtete Bestrafung abwehren sollte, oder als Verdrängung. US-Nachrichtendienste und Psychologen sammelten ihre Erfahrungen mit verhörten Deutschen in den letzten Kriegsmonaten. Die Verhörprotokolle der alliierten Armeen wurden jedoch erst Jahrzehnte später veröffentlicht. Sie und die ebenfalls spät veröffentlichten Geheimberichte von NS-Behörden bildeten den Ausgangspunkt für die neuere Forschung.
Hans-Ulrich Wehler fasste den Forschungsstand bis 2003 dahingehend zusammen, dass die Geheimhaltung insofern erfolgreich gewesen sei, als dass ein Großteil der Bevölkerung keine genauen Informationen über den Holocaust gehabt habe. Gleichwohl müssten neben den Hunderttausenden Mittätern und Augenzeugen mehrere Millionen Deutsche „die Stoßrichtung des Holocaust, wenn auch nicht seinen vollen Umfang kennengelernt haben“.
Bereits 1995 veröffentlichte der israelische Historiker David Bankier seine systematische Auswertung von Verhören der US-Armee. Er bezeichnete ihr eindeutiges Ergebnis als „Geheimnis, das keines geblieben ist“: Fast jeder Deutsche habe gegen Kriegsende irgendeine Kenntnis von den NS-Verbrechen gehabt. Auch die Methode der Vergasung sei in „weiten Kreisen“ Gesprächsthema gewesen. Viele Befragte hätten sich erleichtert gezeigt, erstmals frei darüber sprechen zu können. Die Vernehmer beobachteten, dass „ein merkwürdiges Schuldgefühl bezüglich der Juden im Vordergrund gestanden“ habe, „eine unbehagliche Stimmung und häufig ein offenes Eingeständnis“ von einem „großen Unrecht“. Bankiers Urteil folgten 2006 mit Peter Longerich, Frank Bajohr und Dieter Pohl auch einige deutsche Historiker. Longerich versuchte, die Verbreitung und Inhalte des Wissens der Deutschen vom Holocaust genauer zu erfassen. Er untersuchte dazu alle verfügbaren Quellen unter der Fragestellung, welche Informationen über NS-Verbrechen welchen Kreisen damals zugänglich waren und sich in der deutschen Bevölkerung herumsprechen konnten:
- geheime Lage- und Stimmungsberichte der Gestapo und Sicherheitsdienste
- Protokolle der täglichen Konferenzen des Goebbels-Ministeriums aus den Jahren 1941/42
- regionale und überregionale Presseberichte
- Tagebücher und Briefe von Zeitgenossen, darunter Feldpost von Frontsoldaten
- neu zugängliche, bisher unberücksichtigte Akten auch aus der Sowjetunion, darunter noch unveröffentlichte Protokolle der alle zwei Wochen im Reichspropagandaministerium stattfindenden „Ministerkonferenz“, die das Staatliche Militärarchiv in Moskau verwahrt.

Der über fünfstündige Dokumentarfilm Der Judenmord – Deutsche und Österreicher berichten des belgischen Journalisten und Autors Michel Alexandre aus dem Jahr 1998 gibt Einblicke in die zumeist unfreiwilligen Kenntnisse nicht unmittelbar am Holocaust beteiligter Personen, aber auch einzelner NS-Täter und Opfer.
Seit den letzten Jahren konzentriert sich die Holocaustforschung auf konkrete lokale und regionale Abläufe bei den Deportationen von Juden aus deutschen Städten: zum einen, um Einzelschicksale der Opfer so weit wie möglich aufzuklären, zum anderen, um damalige Reaktionen und Beteiligung der Nichtjuden genauer zu ermitteln. 
In regelmäßigen Umfragen des Allensbacher Meinungsforschungsinstituts aus den 1950er und 1960er Jahren erklärten zwischen 25 und 40 Prozent der befragten Deutschen, sie hätten sehr wohl von den Massenmorden an Juden in den eroberten Gebieten Osteuropas gewusst. Daraus folgerte Karl-Heinz Reuband auf ein Holocaustwissen bei hochgerechnet bis zu 35 Millionen der Gesamtbevölkerung. Eric A. Johnson schätzt den Prozentsatz auf der Grundlage derselben Quellen sogar auf 50 % (hochgerechnet 40 Millionen). Frank Bajohr warnte jedoch vor der „trügerischen statistischen Scheingenauigkeit“ solcher Angaben, die nichts über die Beschaffenheit dieses Wissens, seine Bewertung und seine Einordnung aussage. Gemeinsam mit Dieter Pohl kommt er zu dem Ergebnis, dass der Holocaust für die Deutschen ein „offenes Geheimnis“ gewesen sei: Wer wissen wollte, was mit den Juden geschah, habe es wissen können, aus Augenzeugenberichten, von den Feindsendern und aus den teilweise sehr expliziten Veröffentlichungen des NS-Regimes selbst. Allerdings habe es einen deutlichen Mangel an Neugier gegeben. Ab 1943 lassen sich im Zusammenhang mit dem Bombenkrieg und dem Vorrücken der Roten Armee in der Bevölkerung verbreitet Angst vor Bestrafung bzw. regelrecht eine Vergeltenserwartung feststellen, was ein schlechtes Gewissen und damit eine Kenntnis vom Holocaust voraussetzt. Recht bald setzten auch Schuldprojektionen ein, etwa das 1941 verbreitete Gerücht, Deutschamerikaner in den USA müssten analog zum Judenstern künftig ein Hakenkreuz sichtbar auf der Kleidung tragen.
Dass die Erforschung des Themas erst so spät einsetzte, wird wie die relativ abstrakte, von Opferschicksalen losgelöste Gedenkkultur aus weiterwirkender Verdrängung (Karola Fings) oder aus der Forschungslogik erklärt (Dieter Pohl): Erst nachdem die Ursachen und Verläufe der NS-Verbrechen weitgehend aufgeklärt waren, hätten Historiker die Frage nach der Haltung der Zivilbevölkerung sinnvoll stellen können.
Eine im Jahr 2007 veröffentlichte Studie von Bernward Dörner aus dem Jahr 2007 deutet darauf hin, dass trotz mangelnder Detailkenntnisse über den genauen organisatorischen und technischen Ablauf spätestens im Sommer 1943 die große Mehrheit der Deutschen damit gerechnet hat, dass alle im NS-Herrschaftsbereich lebenden Juden umgebracht werden sollten.

### Entwicklung und Funktion der Haltung der Bevölkerung
Die neueren historischen Studien untersuchen die gegenseitige Beeinflussung von Regime und Bevölkerung und die verschiedenen längerfristigen und kurzfristigen Interessenlagen der Deutschen, die ihre Haltung zur Judenverfolgung erklären. Nach Auffassung der für den Regionalbereich Köln mit solchen Forschungen befassten Historikerin Karola Fings ist die historische Hauptfrage dabei nicht, was die Deutschen von den NS-Verbrechen wussten, sondern was sie wissen konnten, wenn sie es hätten wissen wollen.
Longerich hat zunächst die Entwicklung der antisemitischen Propaganda und die Bevölkerungsreaktionen darauf für jede Phase der NS-Herrschaft untersucht. Er kam mit dieser wissenschaftlichen Methodik zu dem dreifachen Ergebnis:
- Das NS-Regime habe die Bevölkerung durch eine Mischung aus Schweigen und Vernichtungsankündigung in Mithaftung für die Verbrechen nehmen wollen und dabei flexibel auf die sich verändernde Bevölkerungsstimmung reagiert, um diese zu lenken.
- Informationen über die Judenvernichtung seien unter den Deutschen viel weiter verbreitet gewesen als bisher angenommen: Nicht die Mehrheit, aber doch ein erheblicher Anteil der Bevölkerung und nicht etwa nur eine kleine, auf eine bestimmte Region, Berufssparte oder auf ein soziales Milieu beschränkte Minderheit habe trotz der Geheimhaltung der genauen Details vom Holocaust gewusst und dessen Ausmaß und Formen realistisch einschätzen können.
- Die meisten Deutschen hätten dieses Wissen nicht in Handlungen für die Juden und gegen deren Verfolgung umgesetzt; zwar habe man die NS-Verbrechen nicht gewollt, sich aber der staatlichen Propaganda gefügt.[58]

Antisemitische Kampagnen des Regimes seien im Kriegsverlauf zunehmend auf Skepsis, Unverständnis und Kritik gestoßen, ohne jedoch auch nur Ansätze einer öffentlichen Opposition zur Judenverfolgung auszulösen. Die vorherrschende Gleichgültigkeit und Passivität hätten dazu gedient, sich jeder Eigenverantwortung für Krieg, Kriegsverbrechen und Kriegsfolgen durch ostentative Ahnungslosigkeit zu entziehen. Dies habe dann in der verbreiteten Distanzierung vom eigenen Wissen gegenüber den Siegern resultiert.
Anders als Longerich vermutet Armin Pfahl-Traughber in der mangelnden aktiven Beteiligung vieler Deutscher an antisemitischen NS-Kampagnen keine Distanz zum Antisemitismus, sondern nur eine Abneigung gegen das gewalttätige Vorgehen der Nationalsozialisten.
Die Frage nach der Kenntnis vom Holocaust verband sich mit der Debatte um eine mögliche deutsche Kollektivschuld. Diese wurde jedoch auch von einigen Vertretern der Kriegsgegner Deutschlands zurückgewiesen. Diese bemühten sich in den Nürnberger Prozessen intensiv darum, erstmals nach einem Weltkrieg nicht nur direkt Ausführende, sondern vor allem die Initiatoren und Planer des Völkermords haftbar zu machen. Die innerdeutsche Kollektivschulddebatte wurde daher zum Teil ebenfalls als Ablenkung von eigener, individuell zurechenbarer Verantwortung gedeutet.

## Film
- Mark Hayhurst, Regie: 1944: Bomben auf Auschwitz? Doku mit Spielszenen auf der Basis hist. Zitate und Interviews mit Zeitzeugen. Deutschland, 2019, Erstsendung am 21. Januar 2020 (Informationen des Senders, Jan 2020)

## Einzelbelege
1. ↑  Jane Caplan, Nikolaus Wachsmann (Hrsg.): Concentration Camps in Nazi Germany: The New Histories. Routledge, 2010, S. 25.
2. ↑  Heinrich W. Grosse: Bewährung und Versagen. Die Bekennende Kirche im Kirchenkampf. Aktion Sühnezeichen Friedensdienste e. V., 1991, ISBN 3-89246-024-8, S. 31 f.
3. ↑  Zitiert bei Volker Ullrich: Fünf Schüsse auf Bismarck. Historische Reportagen 1789–1945. Beck, München 2002, ISBN 3-406-49400-5, S. 199 (books.google.de).
4. 1 2  Konrad Löw: Juden unerwünscht. In: FAZ.net. 28. Februar 2007, abgerufen am 2. Juli 2015.
5. ↑  Marcel Reich-Ranickis Rede vor dem Bundestag am 27. Januar 2012, auf bundestag.de
6. ↑  haGalil online: Befreiung aus dem Deportationszug (Abruf am 31. Dezember 2013)
7. ↑  Alexandra Kraft: Wie Irene Weiss die Hölle von Auschwitz erlebte. Fotos von Häftlingen, die ahnungslos und ruhig vor der Gaskammer warten; Artikel auf stern.de zum Lüneburger Auschwitzprozess vom 7. Mai 2015
8. ↑  Bradley F. Smith, Agnes F. Petersen (Hrsg.): Heinrich Himmler. Geheimreden 1933–1945. Propyläen, Frankfurt 1974, ISBN 3-549-07305-4, S. 169 ff.
9. ↑  Eckart Conze, Norbert Frei, Peter Hayes, Moshe Zimmermann: Das Amt und die Vergangenheit. Deutsche Diplomaten im Dritten Reich und in der Bundesrepublik. Karl Blessing, München 2010, S. 15 f.
10. ↑  Annegret Schüle: Technik ohne Moral, Geschäft ohne Verantwortung. In: Irmtrud Wojak und Susanne Meinl (Hrsg.): Im Labyrinth der Schuld. Frankfurt 2003, ISBN 3-593-37373-4, S. 199–229.
11. ↑  Christian Semler, Stefan Reinicke: Die Juden waren der ideale Feind. In: taz, 10. November 2006; Interview mit Saul Friedländer.
12. ↑  Jeffrey Herf: Drei Gesichter des Antisemitismus: rechts, links und islamistisch. Hentrich & Hentrich, Berlin/Leipzig 2025, S. 48, 57
13. ↑  Frank Bajohr, Dieter Pohl: Der Holocaust als offenes Geheimnis. München 2006, S. 58.
14. ↑  Generaldirektion der staatlichen Archive Bayerns (Hrsg.): Wege in die Vernichtung. Die Deportation der Juden aus Mainfranken 1941–1943. München 2003, ISBN 3-921635-77-2, S. 106 ff. und Fotos
15. ↑  Ruth Andreas-Friedrich: Der Schattenmann. Schauplatz Berlin. Tagebuchaufzeichnungen 1938–1948. Frankfurt am Main 2000, S. 98.
16. ↑  Frank Bajohr, Dieter Pohl: Der Holocaust als offenes Geheimnis. Die Deutschen, die NS-Führung und die Alliierten. Beck, München 2006, S. 63.
17. ↑  Hans-Ulrich Wehler: Deutsche Gesellschaftsgeschichte. Bd. 4: Vom Beginn des Ersten Weltkrieges bis zur Gründung der beiden deutschen Staaten 1914–1949. C.H. Beck, München 2003, S. 894.
18. ↑  Freiburger Diözesan-Archiv: Auf der Waage Gottes. Bericht des Priesters Albert Riesterer über seine Erlebnisse in der Gefangenschaft 1941 bis 1945. S. 231.
19. ↑  Heinz Boberach: Überwachungs- und Stimmungsberichte als Quellen für die Einstellung der deutschen Bevölkerung zur Judenverfolgung. In: Ursula Büttner: Die Deutschen und die Judenverfolgung im Dritten Reich. Überarbeitete Neuauflage, Frankfurt am Main 2003, ISBN 3-596-15896-6, S. 51.
20. ↑  Thomas Mann: Deutsche Hörer! Fünfundfünfzig Radiosendungen nach Deutschland. In: derselbe: Politische Schriften und Reden, Bd. 3. Fischer, Frankfurt am Main 1968; Peter Longerich: Davon haben wir nichts gewusst …, S. 229 und Fn. 115 auf S. 410.
21. ↑  Guido Knopp: Holocaust, S. 333 (2. Flugblatt).
22. ↑  Daily Telegraph (GB) vom 25. Juni 1942
23. ↑  Zitiert nach Richard Breitman: Staatsgeheimnisse. Goldmann, München 2001, S. 126.
24. ↑  Richard Breitman: Staatsgeheimnisse. München 2001, S. 130.
25. ↑  Richard Breitman: Staatsgeheimnisse. München 2001, S. 132ff.
26. ↑  Richard Breitman: Staatsgeheimnisse. München 2001, S. 137.
27. ↑  Armin Pfahl-Traughber: Besprechung von Der Holocaust als offenes Geheimnis. In: DÖW Mitteilungen, 179, Dezember 2006, S. 8, doew.at (PDF; 147 kB)
28. ↑  Karski hatte zutreffend die drei bis dahin in Betrieb gegangenen Vernichtungslager Belzec, Sobibor und Treblinka benannt.
29. ↑  Guido Knopp: Holokaust. S. 334.
30. ↑  Inside a Nazi Death Camp, 1944. In: eyewitnesstohistory.com. Abgerufen am 2. Juli 2015.
31. ↑  Beispiel: Der Bericht des Wehrmacht-Unteroffiziers Wilhelm Cornides vom 31. August / 1. September 1942 (nach Peter Longerich: Die Ermordung der europäischen Juden. München 1989, S. 212f.)
32. ↑  Ernst Klee: ‚Schöne Zeiten‘. Judenmord aus der Sicht der Täter und Gaffer. Fischer, Frankfurt am Main 1988, ISBN 3-10-039304-X, S. 7f.
33. ↑  Günter Brakelmann: Evangelische Kirche und Judenverfolgung S. 74.
34. ↑  Peter Lieb: Verbrechen der Wehrmacht – Was konnten Wehrmachtsoldaten von den NS-Verbrechen hinter der Front wissen? Tagebuch eines Täters gazette.de (Memento vom 1. Februar 2008 im Internet Archive)
35. ↑  Herbert u. Sibylle Obenaus (Hrsg.): Schreiben, wie es wirklich war … Aufzeichnungen Karl Dürkefäldens aus den Jahren 1933–1945. Hannover 1985.
36. ↑  Peter Longerich: Davon haben wir nichts gewusst … S. 231f.
37. ↑  Frank Bajohr, Dieter Pohl: Der Holocaust als offenes Geheimnis. München 2006, S. 60f.
38. ↑  Sönke Neitzel, Harald Welzer: Soldaten: Protokolle vom Kämpfen, Töten und Sterben. S. Fischer, 2011, ISBN 978-3-10-089434-2; Jan Fleischhauer: Zeitgeschichte: Frauen, Kinder, alles. In: Der Spiegel. Nr. 14, 2011 (online – Rezension).
39. ↑  Seitenvorschau der Titelseite (Memento des Originals vom 28. September 2022 im Internet Archive)  Info: Der Archivlink wurde automatisch eingesetzt und noch nicht geprüft. Bitte prüfe Original- und Archivlink gemäß Anleitung und entferne dann diesen Hinweis. des Jewish Chronicle vom 24. Oktober 1941 (Abruf: 22. August 2011).
40. ↑  Hierzu David Cesarani: The Jewish Chronicle and Anglo-Jewry 1841–1991. Cambridge University Press, Cambridge u. a. 1994, ISBN 0-521-43434-3, S. 175.
41. ↑  New York Times, 26. Oktober 1941: Slaying of Jews in Galicia depicted; Thousands Living There and Others Sent From Hungary Reported Massacred. Siehe die Zusammenfassung des Artikels auf der Website der Zeitung (Abruf: 21. August 2011). Die gesamte Meldung ist abgebildet in Frank Bajohr, Dieter Pohl: Der Holocaust als offenes Geheimnis. Die Deutschen, die NS-Führung und die Alliierten. Beck, München 2006, ISBN 3-406-54978-0, S. 87. Deutsche Übersetzung als Dok. 101 in: VEJ Band 7: Sowjetunion mit annektierten Gebieten. München 2011, ISBN 978-3-486-58911-5, S. 328–329.
42. ↑  Hannah Arendt: Die verborgene Tradition. Acht Essays. Frankfurt a. M. 1976, S. 33. Erstveröffentlichung in: Jewish Frontier, Januar 1945.
43. ↑  zitiert nach Volker Ullrich: Das offene Geheimnis – Peter Longerich untersucht ein heikles Kapitel unserer jüngeren Geschichte: Was wussten die Deutschen vom Holocaust? Auf zeit.de vom 20. April 2006
44. ↑  Artikel von Die Zeit am 21. April 1995
45. ↑  Die vier Millionen von Auschwitz Argumente gegen Auschwitzleugner auf h-ref.de
46. ↑  Bryan Mark Rigg, in: Hitlers jüdische Soldaten. Kap. 9
47. ↑  zitiert nach Die Deutschen bleiben ein gefährliches Volk – Warum man nach dem Zusammenbruch des ‚Dritten Reiches‘ in die Politik ging und was heute fehlt: Helmut Schmidt erinnert sich. In: FAZ, 9. April 2005, S. 36.
48. ↑  Gitta Sereny: Albert Speer: Sein Ringen mit der Wahrheit. München 2001, ISBN 3-442-15141-4, S. 484. Stefan Krebs, Werner Tschacher: Speer und Er. Und Wir? Deutsche Geschichte in gebrochener Erinnerung. In: Geschichte in Wissenschaft und Unterricht, H. 3, 58 (2007), S. 163–173.
49. ↑  Bernward Dörner: Rezension von P. Longerich: Davon haben wir nichts gewusst! HSozkult, 14. Juni 2006
50. ↑  Hans-Ulrich Wehler: Deutsche Gesellschaftsgeschichte. Bd. 4: Vom Beginn des Ersten Weltkrieges bis zur Gründung der beiden deutschen Staaten 1914–1949. C.H. Beck, München 2003, S. 894.
51. ↑  Ort des Unfassbaren. In: Der Spiegel. Nr. 4, 2005 (online).
52. ↑  Karl-Heinz Reuband: Gerüchte und Kenntnisse vom Holocaust in der deutschen Gesellschaft vor Ende des Krieges. Eine Bestandsaufnahme auf der Basis von Bevölkerungsumfragen. In: Jahrbuch für Antisemitismusforschung 9 (2000), S. 196–233.
53. ↑  Eric A. Johnson, Karl-Heinz Reuband: What We Knew. Terror, Mass Murder, and Everyday Life in Nazi Germany. An Oral History. Basic Books, New York 2005.
54. ↑  Frank Bajohr, Dieter Pohl: Der Holocaust als offenes Geheimnis. C.H. Beck, München 2006, S. 64, 141.
55. ↑  Frank Bajohr und Dieter Pohl: Der Holocaust als offenes Geheimnis. C.H. Beck, München 2006, S. 55–79.
56. ↑  Bernward Dörner: Die Deutschen und der Holocaust. Berlin 2007, S. 608.
57. ↑  Funkhausgespräche vom 9. November 2006 um 20.05 Uhr (Memento vom 30. September 2007 im Internet Archive) auf WDR 5
58. ↑  Rezensionsnotiz. In: Süddeutsche Zeitung, 27. Dezember 2006; perlentaucher
59. ↑  Armin Pfahl-Traughber: Rezension von Davon haben wir nichts gewusst! (Memento vom 30. September 2007 im Internet Archive) für „Blick nach Rechts“
60. ↑  Rezension: Ausstellung Wehrmachtsfotografien 2009/2010 gezeigt in Oldenburg, München, Frankfurt am Main und Jena. In: Die Zeit, Nr. 2010/19.
61. ↑  Rezension (Memento vom 8. November 2017 im Internet Archive)